# Ekvatorialakalat
Ekvatorialakalat (Sheppardia aequatorialis) är en fågel i familjen flugsnappare inom ordningen tättingar.

## Utseende
Ekvatorialakalaten är en liten och rätt enfärgad trastliknande fågel i brunt och orange. Stjärten är rostbrun och i ansiktet syns grå teckningar. Arten är mycket lik låglandsakalat men har orangefärgade kroppssidor snarare än bruna och förekommer dessutom på högre höjd.

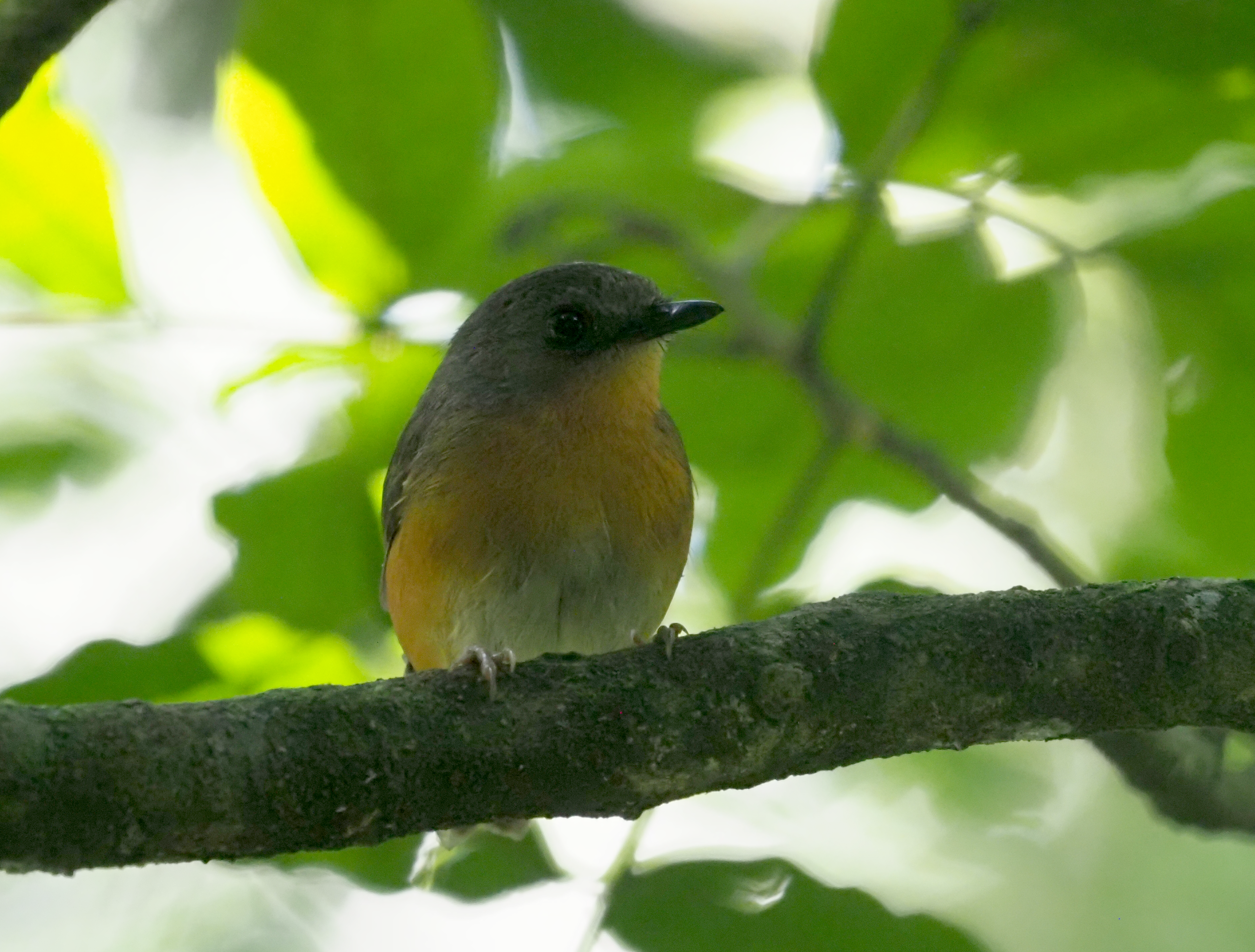

## Utbredning och systematik
Ekvatorialakalat förekommer i centrala Afrika, som namnet avslöjar kring Ekvatorn. Den delas in i två underarter med följande utbredning:
- Sheppardia aequatorialis aequatorialis – förekommer i berg från östra Demokratiska republiken Kongo till sydvästra Uganda, västra Rwanda, Burundi och västra Kenya
- Sheppardia aequatorialis acholiensis – förekommer i Sydsudan (Imatongbergen)

### Familjetillhörighet
Akalater liksom fåglar som rödhake, näktergalar, stenskvättor, rödstjärtar och buskskvättor behandlades tidigare som en trastar (Turdidae), men genetiska studier visar att den tillhör familjen flugsnappare (Muscicapidae).

## Levnadssätt
Ekvatorialakalaten hittas i bergsskogar i trädens nedre skikt, där den är både skygg och anspråkslös i sitt uppträdande.

## Status och hot
Arten har ett stort utbredningsområde, men tros minska i antal, dock inte tillräckligt kraftigt för att den ska betraktas som hotad. Internationella naturvårdsunionen IUCN listar arten som livskraftig (LC).